# Allegoria del Vizio
L'Allegoria del Vizio è un dipinto a olio su tela (149x88 cm) di Correggio, databile al 1531 circa e conservato nel Museo del Louvre di Parigi. Si tratta di una delle ultime tele commissionate da Isabella d'Este per il suo studiolo, in coppia con l'Allegoria della Virtù.

## Storia
Fu probabilmente la seconda delle due tele che il Correggio eseguì. Le due tele sono ricordate insieme, nel 1542, dopo la morte di Isabella “in Corte Vecchia appresso la grotta”, collocate ai due lati della porta di ingresso (la Virtù a destra e il Vizio a sinistra). Si trattava di una commissione molto prestigiosa, per il suo studiolo di Isabella aveva chiamato artisti come Perugino, Giovanni Bellini e Andrea Mantegna, vale a dire i più celebri maestri della stagione artistica precedente al Correggio. E la marchesa era nota per le sue pedanti e instancabili richieste iconografiche che avevano messo in seria difficoltà gli artisti precedentemente coinvolti. Mentre per l'Allegoria della Virtù esistono molti studi preparatori e un abbozzo quasi finito su tavola, per l'Allegoria del Vizio si conosce solo un rifinito disegno non da tutti considerato autografo. Pertanto si pensa che questa, fra le due opere, fosse la seconda ad essere eseguita, quando il Correggio aveva superato le prime comprensibili perplessità consone alla progettazione di due lavori tanto importanti.
Dopo lo smantellamneto dello studiolo Si trovavano ancora a Mantova nel 1627 ma passarono a Londra nel 1628 presso Carlo I d'Inghilterra. Da qui, attraverso un passaggio presso il banchiere Jabach, l’Allegoria del Vizio entrò nelle collezioni reali di Luigi XIV a Parigi, riunendosi alla Virtù che era invece transitata per le collezioni del cardinale Mazarino.

## Descrizione e stile
Il significato allegorico dell'immagine è chiaro ma l'identificazione delle singole figure non è così semplice come potrebbe sembrare. Al centro una figura maschile, variamente letta come la personificazione del Vizio, o Sileno o Vulcano, appare tormentata da tre figure femminili, vistosamente eccitato. Oltre questa lettura più generale ne sono state proposte molte altre più dettagliate. Fra le più convincenti una vorrebbe vedervi una rappresentazione di un passo di Virgilio, della Sesta Egloga, dove Sileno dormiente viene legato da due pastori, Cromi e Marsillo, i quali, assieme alla ninfa Egle, lo costringono a cantare per loro.
Comunque il soggetto doveva essere abbastanza peregrino da non risultare più leggibile già al compilatore dell'inventario Gonzaga del 1542. Egli infatti indicò l'opera come una rappresentazione di Apollo e Marsia (data la presenza della ninfa sulla destra intenta a scorticare l'uomo). Questo fraintendimento del soggetto potrebbe in qualche modo aver contribuito a creare quella che è una curiosa attribuzione antica al Correggio di un'opera che rappresentava Apollo e Marsia in realtà eseguita nella cerchia del Bronzino.
La tavolozza è più sommessa di quella dell’Allegoria della Virtù, con i panneggi rosa e rossi, azzurri e blu scuri che rappresentano gli accenti di colore più forti. Le figure sono poste in un'ambientazione molto più dettagliata, con una fugace visione di un gregge di pecore e di quello che sembra essere un uomo nudo disteso sull'erba alla maniera dell'iniebetito gaudente sullo sfondo degli Andrii di Tiziano. In primo piano v'è il ragazzino irriverente, che è una profana trasposizione dei putti sul bordo della Madonna Sistina di Raffaello, certamente il tocco più umano in un dipinto insolitamente privo di calore. Accanto al faunetto, che impugna il grappolo a mo' di fionda, striscia l'edera parassita e avvinghiante, che - come il vizio - prende e non abbandona.
Riguardo al tormentato prigioniero, Gould ha fatto risalire la sua posa al Laocoonte, ma egli ha almeno altrettanto in comune con il modo del Correggio di rappresentare san Rocco, sia nella più precoce Madonna di San Sebastiano sia nel tardo disegno per una pala d'altare che ritrae Quattro santi.